# James Alfred Pearce
James Alfred Pearce (ur. 14 grudnia 1805 w Alexandria, Wirginia, zm. 20 grudnia 1862 w Chestertown, Maryland) – polityk, prawnik i rolnik amerykański związany początkowo z Partią Wigów, a pod koniec życia z Partią Demokratyczną.
W dwóch różnych okresach z ramienia Partii Wigów był przedstawicielem drugiego okręgu wyborczego w stanie Maryland w Izbie Reprezentantów Stanów Zjednoczonych. W latach 1835–1839 zasiadał tam przez dwie dwuletnie kadencje Kongresu Stanów Zjednoczonych, a w latach 1841–1843 wrócił tam na kolejną dwuletnią kadencję.
Następnie w 1843 roku, również z ramienia Partii Wigów, został wybrany do Senatu Stanów Zjednoczonych. Skutecznie ubiegał się również o reelekcję w wyborach w latach 1849, 1855 i 1861, w tych ostatnich wyborach już jako kandydat Partii Demokratycznej. W sumie w senacie zasiadał od 1843 roku aż do śmierci w 1862 roku.